# Staudach (Feldkirchen-Westerham)
Staudach ist ein Ortsteil der Gemeinde Feldkirchen-Westerham im Landkreis Rosenheim. Die Einöde liegt nordöstlich von Feldkirchen auf einer Höhe von 603 m ü. NN und hat 8 Einwohner (Stand 31. Dezember 2004).
Im Staudach steht ein kleines Schloss, das 1901 vom Rittmeister Alfred Pabst aus Selb nach Plänen von Eugen Drollinger erbaut wurde.
Pabst war durch seinen Vater Hans Pabst Teileigentümer der Porzellanfabrik Hutschenreuther, in der er von 1894 bis 1904 arbeitete.
Das Schloss wurde von seiner Familie als Sommer- und Jagdsitz genutzt. An der Stelle des heutigen Schlosses soll vorher bereits ein kleineres Schloss gestanden sein. Es ist ein villenartiger zweigeschossiger Putzbau mit Walm-, Schopfwalm-, Sattel-, Hauben- und Kegeldächern, Türmen, Erkern, Zwerchhaus, Zierfachwerk, Segmentbogen- und Thermenfenstern. Die Gestaltung ist historisierend. Das Torhaus mit zweigeschossiger Satteldachbau mit einseitigem Schopfwalm, Segmentbogenfenstern und Zierfachwerk und die Einfriedung mit Eckpfeilern und eingelassenen hölzernen Rundbogentüren stammen aus der gleichen Zeit. Die Auffahrtsallee mit Lindenbäumen stammt aus dem 19. Jahrhundert.